# 普卡帕里亞山
10°40′42″S 77°01′28″W / 10.67833°S 77.02444°W
普卡帕里亞山（Puka Parya），是秘魯的山峰，位於該國中南部利馬大區，由戈爾戈爾區和安巴爾區負責管轄，屬於安地斯山脈的一部分，海拔高度4,865米。